# Chrostosoma infuscatum
Chrostosoma infuscatum là một loài bướm đêm thuộc phân họ Arctiinae, họ Erebidae.